# Château de Charnailles
Le château de Charnailles est situé sur la commune de Jambles.

## Description
Ce château se situe sur une colline, en peu en dehors du bourg de Jambles, sur le hameau de Charnailles. Il est constitué avec l'édifice, d'une tour, d'un donjon et des vestiges de remparts. Près de la grille d'entrée du château, il y a une borne seigneuriale de 1624. Cette borne est classée au titre des monuments historiques depuis 1927.

## Historique
Ce château a longtemps appartenu à des seigneurs indépendants. Il a d’abord été la propriété de la famille Ciry (fin XVe siècle à fin XVIe siècle), puis de la famille Marloud (XVIIe siècle), puis de la famille de Jacques de Mucie (XVIIIe siècle) et après le Premier Empire à M. Pagan-Thorin. Il a aussi été confisqué après la Révolution française. Ce château a été rebâti au XIXe siècle.